# Duko (Arjasa)
Duko is een bestuurslaag in het regentschap Sumenep van de provincie Oost-Java, Indonesië. Duko telt 3672 inwoners (volkstelling 2010).